# Play It As It Lays
Play It As It Lays è un film del 1972 diretto da Frank Perry. Il film fu presentato in Italia in occasione della Mostra del cinema di Venezia del 1972 ma non è stato mai distribuito nelle sale italiane.

## Trama
Un'ex modella e attrice di Hollywood, Maria Wyeth, ha un crollo psichico e viene ricoverata in un ospedale psichiatrico, dove ricorda gli eventi che l'hanno portata a quella situazione, dal marito, alla gravidanza, fino alle amicizie stravaganti.